# واتی (ساموس)
واتی (به لاتین: Vathy) یک شهرک در یونان است که در Samos Municipality واقع شده‌است.